# Bataille de Plum Creek
Guerres texano-indiennes
La bataille de Plum Creek est un affrontement qui eut lieu le 12 août 1840 entre des miliciens et rangers de la république du Texas et un important groupe de guerriers comanches près de la ville actuelle de Lockhart au Texas.
Après le combat de Council House en mars de la même année au cours duquel une trentaine de chefs et guerriers comanches avaient été tués alors qu'ils étaient venus parlementer avec les officiels texans, les Comanches réunis autour du chef Buffalo Hump menèrent un grand raid en août 1840 sur les villes de Victoria et Linnville (en). Tandis que les Amérindiens pillaient et saccageaient Linnville, des volontaires et des rangers texans se réunirent autour du major général Felix Huston (en) pour les intercepter. Ils les trouvèrent près de Plum Creek, un affluent de la San Marcos (en), et leur donnèrent la chasse sur plusieurs kilomètres.